# Thamnophilus
Genre
Le genre Thamnophilus regroupe 30 espèces d'oiseaux de la famille des Thamnophilidae.

## Liste d'espèces
D'après la classification de référence (version 2.2, 2009) du Congrès ornithologique international (ordre phylogénique) :
- Thamnophilus bernardi – Batara de Bernard
- Thamnophilus melanonotus – Batara à dos noir
- Thamnophilus melanothorax – Batara de Cayenne
- Thamnophilus doliatus – Batara rayé
- Thamnophilus zarumae – Batara de Chapman
- Thamnophilus multistriatus – Batara de Lafresnaye
- Thamnophilus tenuepunctatus – Batara vermiculé
- Thamnophilus palliatus – Batara mantelé
- Thamnophilus bridgesi – Batara capucin
- Thamnophilus nigriceps – Batara noir
- Thamnophilus praecox – Batara des cochas
- Thamnophilus nigrocinereus – Batara demi-deuil
- Thamnophilus cryptoleucus – Batara de Castelnau
- Thamnophilus aethiops – Batara à épaulettes blanches
- Thamnophilus unicolor – Batara unicolore
- Thamnophilus schistaceus – Batara à ailes unies
- Thamnophilus murinus – Batara souris
- Thamnophilus aroyae – Batara montagnard
- Thamnophilus atrinucha – Batara à nuque noire
- Thamnophilus punctatus – Batara tacheté
- Thamnophilus stictocephalus – Batara de Natterer
- Thamnophilus sticturus – Batara à queue tachetée
- Thamnophilus pelzelni – Batara de Pelzeln
- Thamnophilus ambiguus – Batara de Sooretama
- Thamnophilus amazonicus – Batara d'Amazonie
- Thamnophilus divisorius – Batara d'Acre
- Thamnophilus insignis – Batara à dos rayé
- Thamnophilus caerulescens – Batara bleuâtre
- Thamnophilus torquatus – Batara à ailes rousses
- Thamnophilus ruficapillus – Batara à tête rousse